# Baltimore and Ohio Railroad Passenger Station (Philadelphia)
Die Baltimore and Ohio Railroad Passenger Station (deutsch: Baltimore-and-Ohio-Personenbahnhof), auch 24th Street Station genannt, war ein Personen- und Betriebsbahnhof in Philadelphia im US-Bundesstaat Pennsylvania. Er diente der Baltimore and Ohio Railroad (B&O) als zentraler Personenbahnhof in der Stadt und war von 1886 bis 1958 in Betrieb.

## Lage und Verkehrsanbindung
Der Bahnhof befand sich unmittelbar am Ostufer des Schuylkill südwestlich der Ecke 24th Street und Chestnut Street. Er stand damit einen Häuserblock südlich der Market Street, der wichtigsten Ost-West-Achse der Stadt. Er lag ferner in Sichtweite der 30th Street Station der B&O-Konkurrentin Pennsylvania Railroad (PRR) am gegenüberliegenden Flussufer.
Die Station war als Durchgangsbahnhof in der Relation Baltimore–Jersey City angelegt und befand sich an der Philadelphia Division der B&O und heutigen Philadelphia Subdivision der CSX Transportation. Diese Strecke erreichte die Stadt von Südwesten, überquerte den Schuylkill und verlief an dessen Ostufer entlang nach Norden. Etwa eine Meile (1,6 km) nördlich des Bahnhofs traf sie schließlich auf eine Bahnlinie der Reading Railroad, der heutigen CSX Trenton Subdivision, auf deren Gleisen die Züge weiter nach Jersey City verkehrten.

## Empfangsgebäude
Das Empfangsgebäude befand sich östlich der Durchgangsgleise und unmittelbar südlich der Chestnut Street. Der Eingang war dieser Straße zugewandt, so dass Straßen- und Gleisseite in rechtem Winkel zueinander standen. Da die Chestnut Street über eine Brücke über die Gleise und den Schuylkill hinwegführte, lag der Eingang in der ersten Etage. Über die beiden Stockwerke waren ein Restaurant und mehrere Wartesäle verteilt. Auf der Südseite schloss ursprünglich noch eine große Bahnsteighalle an, die offenbar noch einige Stumpfgleise Richtung Süden beherbergte. Ferner wurde das Empfangsgebäude von einem Uhrturm an der Nordseite überragt, auf dem in späteren Jahren die Leuchtbuchstaben „B & O“ auf allen vier Seiten angebracht waren.

## Geschichte
Bis in die 1870er Jahre hinein hatten die B&O und die PRR die Hauptstrecke von Jersey City über Philadelphia nach Washington, D.C. gemeinsam betrieben. Dies geschah mittels Pachtverträgen mit kleineren Aktiengesellschaften, denen diese Strecken letztlich gehörten. Zwischen Philadelphia und Baltimore war dies beispielsweise die Philadelphia, Wilmington and Baltimore Railroad (PW&B).
Infolge geschäftlicher Auseinandersetzungen erwarb die PRR schließlich die Aktienmehrheit an der PW&B und ließ den Vertrag mit der B&O bis 1884 auslaufen. Diese verlegte daraufhin ihre Zugfahrten auf parallel verlaufende Bahnstrecken. Dabei bestand im Stadtgebiet Philadelphias zwischen den Gleisen der Reading Company im Norden und dem Stadtteil Grays Ferry im Süden noch eine Lücke. Diese wurde durch die beschriebene Neubaustrecke mitsamt Bahnhof östlich des Schuylkill geschlossen. Der erste Zug fuhr schließlich am 19. September 1886.
Nach dem Zweiten Weltkrieg geriet der Personen-Fernverkehr in den USA angesichts der zunehmenden Konkurrenz durch Auto und Flugzeug zunehmend ins Hintertreffen. Die B&O hatte zusätzlich mit ihrer Konkurrentin PRR zu kämpfen, die im Gegensatz zur B&O sowohl elektrifizierte als auch wesentlich direktere und schnellere Verbindungen anbieten konnte. Schließlich wurde der B&O-Personenverkehr zwischen Baltimore und Jersey City ganz aufgegeben. Der letzte volle Betriebstag war der 26. April 1958; der letzte Zug ein am Morgen des 27. April aus Jersey City zurückkehrender Nachtzug.
Das Bahnhofsgebäude wurde 1963 bei einem Brand schwer beschädigt und daraufhin abgebrochen. Auf der Brache wurde 1979 ein Appartement-Hochhaus namens 2400 Chestnut errichtet. Zwei Durchgangsgleise liegen heute noch und werden von CSX Transportation im Güterverkehr befahren. Der Bahnhof ist aus dem öffentlichen Bewusstsein mittlerweile weitgehend verschwunden.